# Alaszkai kárókatona
Az alaszkai kárókatona vagy más néven alaszkai kormorán (Phalacrocorax pelagicus) a madarak (Aves) osztályának a szulaalakúak (Suliformes) rendjébe, ezen belül a kárókatonafélék (Phalacrocoracidae) családjába tartozó faj.

## Előfordulása
Kanada az Amerikai Egyesült Államok, Mexikó, Kína, Japán, Észak-Korea, Dél-Korea, Tajvan és Oroszország területén honos.

## Alfajai
- Phalacrocorax penicillatus kenyoni
- Phalacrocorax penicillatus pelagicus
- Phalacrocorax penicillatus resplendens

|  |